# De nuevos a viejos
A De nuevos a viejos (Újoncoktól a veteránokig) Wisin & Yandel reggaetón duó 2. stúdióalbuma. Az album a 12. helyen debütált a Latin Pop Charton és 26. helyen a Billboard Top Latin Albums listáján. Az albumon az egyetlen közreműködő előadó Baby Ranks.

## Számlista
| #   | Cím                                    | Hossz |
| --- | -------------------------------------- | ----- |
| 1.  | Intro                                  | 0:48  |
| 2.  | Me quieren ver mal                     | 3:07  |
| 3.  | La sata                                | 3:25  |
| 4.  | Se desvelan                            | 2:29  |
| 5.  | Pégate                                 | 2:50  |
| 6.  | La calle                               | 2:49  |
| 7.  | La rockera                             | 2:44  |
| 8.  | Espejos negros                         | 3:07  |
| 9.  | Quiero verte bailar                    | 2:36  |
| 10. | Compláceme                             | 3:10  |
| 11. | En busca de ti                         | 2:48  |
| 12. | Dios, no me abandones                  | 2:43  |
| 13. | Sensual te ves (featuring: Baby Ranks) | 3:56  |